# Fatuk Bossok

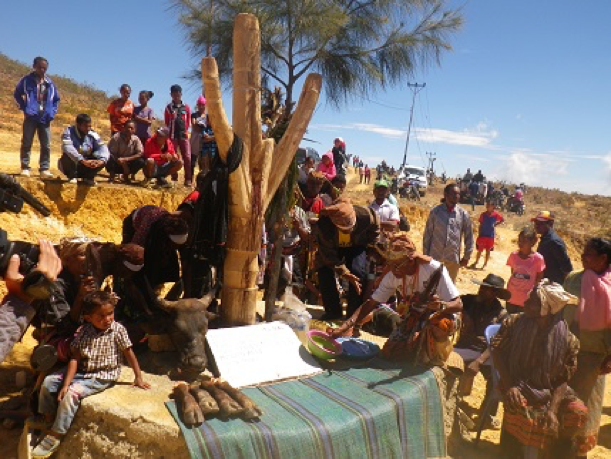
Fatuk Bossok mit einem Ai To’os in Fahisoi, Aileu bei einer Zeremonie

Fatuk Bossok sind in Osttimor Steinaltäre der traditionellem Religion auf Timor. Traditionell werden sie aus unbehauenen Steinen ohne Mörtel aufgeschichtet. In ihrem Zentrum kann ein Ai To’os (die osttimoresische Variante eines Totempfahls) stehen. In einem Fatuk Bossok können aber auch Urnen Verstorbener verwahrt werden oder auf ihnen als heilig (lulik) angesehene Steine oder Pflanzen platziert sein. Immer sind diese Altäre aber ein Ort der Verehrung.

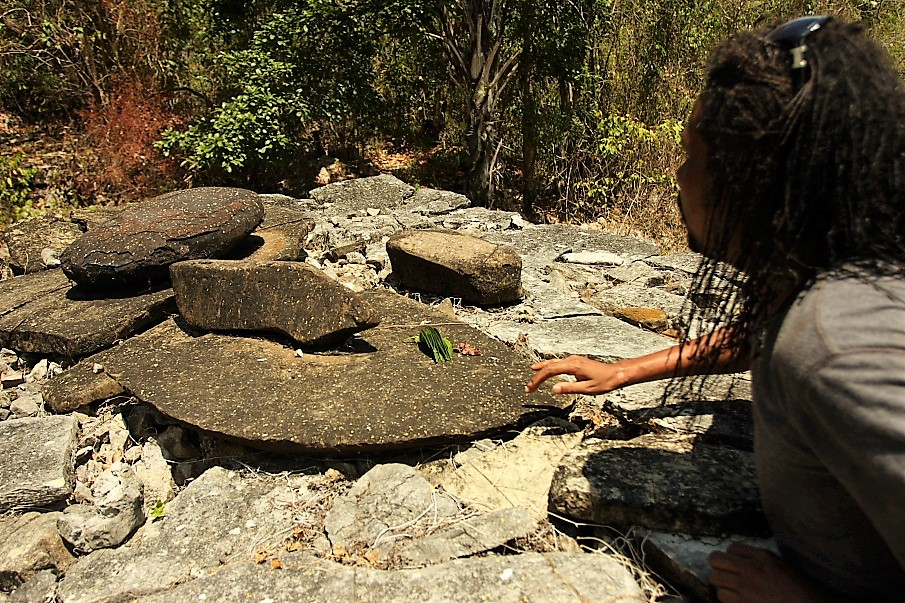
Unter den Steinplatten befinden sich hier Urnen (Nahasaka, Viqueque)
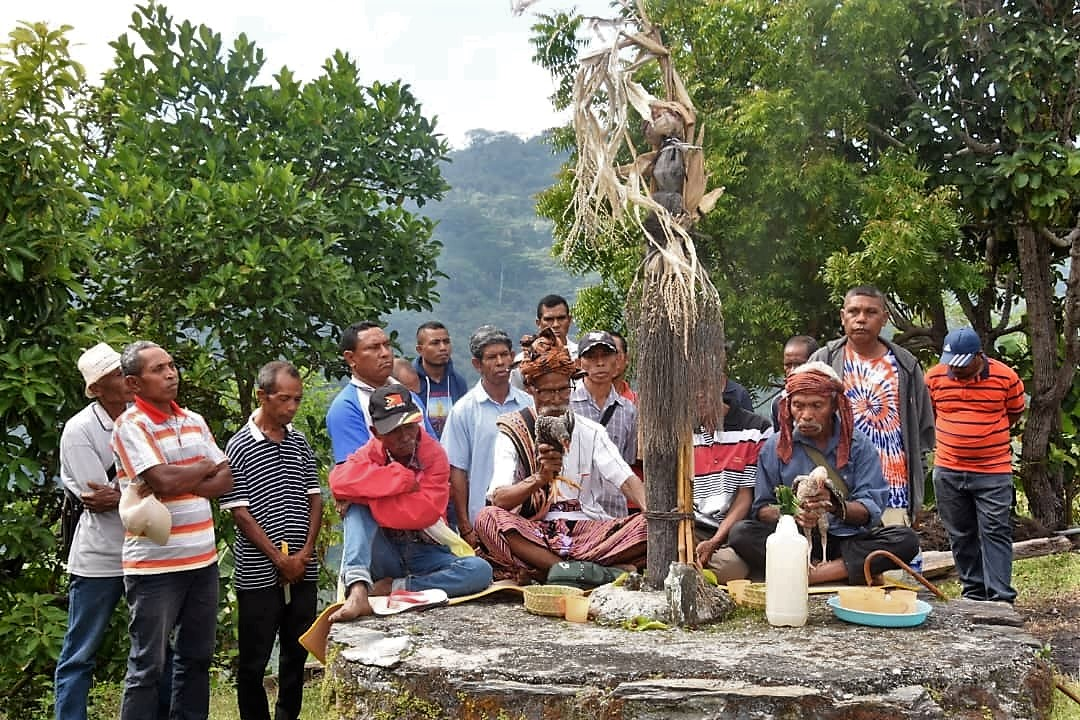
Tara-Bandu-Zeremonie in Hatuquessi auf einem Fatuk Bossok
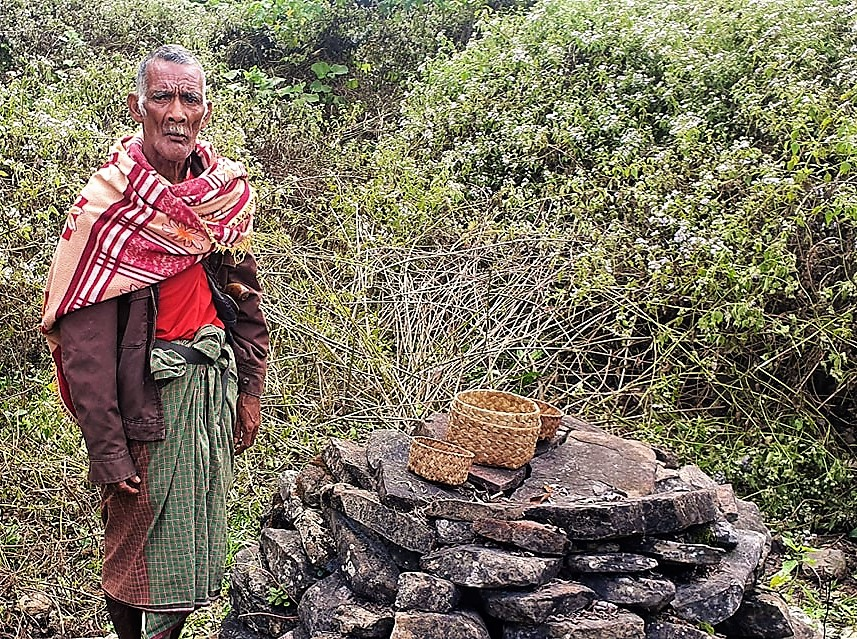
Fatuk Bossa in Nanu